# ДР Конго на летних Олимпийских играх 1968
Демократическая Республика Конго принимала участие в Летних Олимпийских играх 1968 года в Мехико (Мексика) в первый раз за свою историю, но не завоевала ни одной медали. Сборную страны представляли пятеро велогонщиков, которые выступали как в трековых соревнованиях, так и на шоссе.

## Результаты

### Велоспорт

#### Шоссейный велоспорт
| Спортсмен                                                      | Дисциплина      | Время            | Место |
| -------------------------------------------------------------- | --------------- | ---------------- | ----- |
| Жан Барнаби                                                    | групповая гонка | DNF              | DNF   |
| Константин Кабемба                                             | групповая гонка | DNF              | DNF   |
| Самуэль Кибамба                                                | групповая гонка | DNF              | DNF   |
| Иньяс Манджамби                                                | групповая гонка | DNF              | DNF   |
| Жан Барнаби Константин Кабемба Самуэль Кибамба Франсуа Омбанзи | командная гонка | 2:42:57 (+35:08) | 30    |

#### Трековый велоспорт
| Спортсмен          | Дисциплина | 1 раунд                                         | 1 раунд | Утешительный         | Утешительный         | 2 раунд              | 2 раунд              | Утешительный         | Утешительный         | 1/8 финала           | 1/8 финала           | Утешительный         | Утешительный         | Утешительный финал   | Утешительный финал   | 1/4 финала           | Полуфинал            | Финал                | Место |
| Спортсмен          | Дисциплина | Соперники                                       | Место   | Соперники            | Место                | Соперники            | Место                | Соперники            | Место                | Соперники            | Место                | Соперники            | Место                | Соперники            | Место                | Соперник             | Соперник             | Соперник             | Место |
| ------------------ | ---------- | ----------------------------------------------- | ------- | -------------------- | -------------------- | -------------------- | -------------------- | -------------------- | -------------------- | -------------------- | -------------------- | -------------------- | -------------------- | -------------------- | -------------------- | -------------------- | -------------------- | -------------------- | ----- |
| Иньяс Манджамби    | спринт     | Юрген Барт ФРГ Карлос Рокейро Аргентина 11,39   | 3       | Завершил выступления | Завершил выступления | Завершил выступления | Завершил выступления | Завершил выступления | Завершил выступления | Завершил выступления | Завершил выступления | Завершил выступления | Завершил выступления | Завершил выступления | Завершил выступления | Завершил выступления | Завершил выступления | Завершил выступления |       |
| Константин Кабемба | спринт     | Ян Янсен Нидерланды Артуро Гарсия Мексика 11,10 | 3       | Завершил выступления | Завершил выступления | Завершил выступления | Завершил выступления | Завершил выступления | Завершил выступления | Завершил выступления | Завершил выступления | Завершил выступления | Завершил выступления | Завершил выступления | Завершил выступления | Завершил выступления | Завершил выступления | Завершил выступления |       |

| Спортсмен                                                      | Дисциплина              | Квалификация | Квалификация | Четвертьфинал | Четвертьфинал | Четвертьфинал | Полуфинал             | Полуфинал             | Полуфинал             | Финал                 | Финал                 | Место |
| Спортсмен                                                      | Дисциплина              | Время        | Место        | Соперник      | Время         | Место         | Соперник              | Время                 | Место                 | Соперник              | Время                 | Место |
| -------------------------------------------------------------- | ----------------------- | ------------ | ------------ | ------------- | ------------- | ------------- | --------------------- | --------------------- | --------------------- | --------------------- | --------------------- | ----- |
| Жан Барнаби Константин Кабемба Иньяс Манджамби Франсуа Омбанзи | командное преследование | н/д          | н/д          | Куба ·        | 4:34,96       | 2             | Завершили выступления | Завершили выступления | Завершили выступления | Завершили выступления | Завершили выступления |       |